# Endrődi-Younga Sebestyén
Endrődi-Younga Sebestyén (Budapest, 1934. június 26. – Pretoria, Dél-Afrika, 1999. február 26.) biológus, entomológus (rovarász).

## Életpályája
Apja Endrődi Sebő muzeológus, entomológus volt.
Diplomáját 1957-ben az Eötvös Loránd Tudományegyetem biológia-földrajz szakán szerezte, majd 1958-ban ugyanitt summa cum laude fokozattal doktorált, doktori dolgozatának témája két trópusi cincércsoport hangadó szervének összehasonlító-morfológiai vizsgálata és filogenetikai értékelése volt.
Első munkahelyeként mint gyakornok a Természettudományi Múzeumban Bogárgyűjteményéhez került. 1959-ben lett segédmuzeológus, majd muzeológus lett.
1963-1964-ben az UNESCO támogatásával a Kongói Köztársaságban járt 4 hónapos gyűjtőúton.
1965-től 1972-ig eleinte a Ghánai Tudományos Akadémia, majd a FAO támogatásával Kumasiban, a Ghánai Mezőgazdasági Kutatóintézet entomológusa volt, ahol a növényvédelem és az alkalmazott rovartan területén dolgozott, de ugyanakkor Ghána különböző vidékein kiterjedt gyűjtőmunkát is végzett.  
1973-ban előbb 2 hónapos gyűjtőúton járt a Namib-sivatagban, majd 1973-tól Dél-Afrikában a pretoriai Transvaal Museum gyűjteményvezetője, majd az Entomológiai Osztály igazgatója volt 1998-ban történt nyugdíjba vonulásáig.